# ウォルター・モズリイ
ウォルター・モズリイ（Walter Ellis Mosley、1952年1月12日 - ）は、アメリカ合衆国の小説家。
代表作は、第二次世界大戦の退役軍人で黒人の私立探偵イージー・ローリンズが主人公のハードボイルド・ミステリのシリーズで、ベストセラーとなっている。

## 経歴
1952年、カリフォルニア州に生まれる。母エラ（旧姓：スラットキン〈Slatkin〉）はユダヤ人で、ロシア移民の家系だった。父リロイ（1924年 - 2005年）は、ルイジアナ州出身のアフリカ系アメリカ人で、ロサンゼルスの公立学校の守衛監督をしていた。また、第二次世界大戦中は人種で分離された陸軍で事務員として働いていた。両親は1951年に結婚しようとしたが、彼らが住んでいたカリフォルニアでは合法であったにもかかわらず、結婚許可証が下りなかった。
一人っ子で、子供の時分には寂しさを空想で満たすなどして執筆の創造力を培った。週9.5ドルのビクトリー・バプテスト教会の学校に通った。その学校は、アフリカ系アメリカ人の私立小学校で、歴史的にも草分け的な存在だった。12歳の時、ロサンゼルス南部からより裕福な労働者階級が多いロサンゼルス西部へと引っ越した。1970年、アレキサンダー・ハミルトン高校を卒業。モズリイは、深く物思いにふけ話し上手だった父を「ブラック・ソクラテス」と呼ぶ。母の薦めでディケンズやゾラ、カミュなどヨーロッパの古典作品を読んだ。モズリイ自身はラングストン・ヒューズやガブリエル・ガルシア＝マルケスを特に好む。政治的でない家庭で育ったが、当時のロサンゼルスは人種的な衝突もあった。後に、モズリイは自身の作品の多くで、アメリカの人種的不平等について書くなど、政治的な面を見せている。
ロング・ヘアのヒッピーだった時期もあり、サンタクルーズやヨーロッパを転々としていた。バーモント州プレーンフィールドのリベラル・アーツの学校ゴダード大学を中退し、ジョンストン州立大学で政治学の博士号を取得したが、コンピューター・プログラマとして働き始める。1981年にニューヨークへ引っ越し、後の妻となるダンサーで振付師のジョイ・ケルマンと出会い、1987年に結婚した。10年後に別居し、2001年には離婚した。アリス・ウォーカーの『カラーパープル』に触発され、モービル・オイルで働きながら、ハーレムのシティカレッジでライティング・コースを受講した。講師のエドナ・オブライエンはモズリイに「黒人でユダヤ人で貧しい家庭で育ったあなたは、その時点で恵まれているのよ」と助言したという。
現在もニューヨーク在住。アフリカ系アメリカ人とユダヤ人、どちらに対しても強い思いを抱いているという。

## キャリア
34歳の時に作家となって以来、毎日書き続けており、年に2冊出版する時もあり、著作は40冊以上に及ぶ。主に、ミステリやノンフィクションの政治ものなどを執筆する。著作は21か国語に翻訳されている。ダシール・ハメットやグレアム・グリーン、レイモンド・チャンドラーなどの探偵像にインスピレーションを得ている。1992年、大統領候補（当時）だったビル・クリントンがミステリファンであることを公言し、モズリイの名を挙げたことで、その名がよく知られるようになった。
処女作『ブルー・ドレスの女』（原題：Devil in a Blue Dress ）は、1995年に『青いドレスの女』のタイトルで、デンゼル・ワシントン主演で映画化された。彼が初めて脚本を務めた"The Fall of Heaven" のワールド・プレミアは、2010年1月にオハイオ州シンシナティの劇場で行われた。
母校ゴダード大学の理事を務めている。また、全米図書賞の取締役や、トランス・アフリカ・フォーラムの委員も務めている。
2010年、彼がベストセラー作家の仲間入りをしたことで、彼の作品がユダヤ文学に当たるかどうか、また彼は黒人の作家かという議論が起こったが、彼自身は「ただ単に小説家と呼んでほしい」と述べた。また、「黒人が主人公だったり脇役だったりする作品でも、殊更に『黒人』と言わないのだから、自分の作品でもそうしてほしい」と述べた。

## 受賞・ノミネート
- 全米黒人地位向上協会 フィクション部門候補
- 1991年 - 『ブルー・ドレスの女』でジョン・クリーシー・ダガー賞受賞、エドガー賞 処女長編賞候補
- 1993年 - 『ホワイト・バタフライ』でエドガー賞 長編賞候補
- 1995年 - 『ブラック・ベティ』でアンソニー賞 長編賞候補
- 1996年 - ソクラテス・フォートロー シリーズでオー・ヘンリー賞受賞
- 2001年 - グラミー賞 ベスト・ライナー・ノーツ賞受賞
- 2004年 - "Fear Itself" でネロ・ウルフ賞受賞
- 2005年 - "Little Scarlet" でバリー賞 長編賞候補、積極的な執筆活動に対してサンダンス・インスティテュート リスク・テイカー賞受賞
- 2006年 - ヤングアダルト向け小説"47" でカール・ブランドン・ソサエティ・パララックス賞受賞
- 2013年 - "All I Did Was Shoot My Man" でエドガー賞 長編賞候補
- 2019年 - "Down the River Unto the Sea" でエドガー賞 長編賞受賞

## 作品リスト

### イージー・ローリンズ シリーズ
- ブルー・ドレスの女 Devil in a Blue Dress （ 1990年 /  1995年 早川書房 坂本憲一訳）
- 赤い罠 A Red Death （ 1991年 /  1996年 早川書房 坂本憲一訳）
- ホワイト・バタフライ White Butterfly （ 1992年 /  1995年 早川書房 坂本憲一訳）
- ブラック・ベティ Black Betty （ 1994年 /  1996年 早川書房 坂本憲一訳）
- イエロードッグ・ブルース A Little Yellow Dog （ 1996年 /  1998年 早川書房 坂本憲一訳）
- Gone Fishin' (1997)
- Bad Boy Brawly Brown (2002)
- Six Easy Pieces (2003)
- Little Scarlet (2004)
- Cinnamon Kiss (2005)
- Blonde Faith (2007)
- Little Green (2013)
- Rose Gold (2014)

### フィアレス・ジョーンズ シリーズ
- Fearless Jones (2001)
- Fear Itself (2003)
- Fear of the Dark (2006)

### レオニー・マクギル シリーズ
- The Long Fall (2009)
- Known to Evil (2010)
- When the Thrill Is Gone (2011)
- All I Did Was Shoot My Man (2012)

### SF
- Blue Light (1998)
- Futureland: Nine Stories of an Imminent World (2001)
- The Wave (2005)
- 47 (2005)

### ソクラテス・フォートロー シリーズ
- Always Outgunned (1997)
- Walkin' the Dog (1999)
- The Right Mistake (2008)

### ヤングアダルト向け
- 47 (2005)

### その他
- RL's Dream (1995)
- The Man in My Basement (2004)
- Walking the Line (2005), a novella in the Transgressions series
- Fortunate Son (2006)
- The Tempest Tales (2008)
- The Last Days of Ptolemy Grey (2010)
- Parishioner (2012)
- Debbie Doesn't Do It Anymore (2014)
- Inside a Silver Box (2015)
- John Woman (2018)
- Down the River unto the Sea (2018), a standalone mystery
  - 『流れは、いつか海へと』田村義進訳、早川書房〈ハヤカワ・ポケット・ミステリ〉、2019

### 成人向け
- Killing Johnny Fry: A Sexistential Novel (2006)
- Diablerie (2007)

### 舞台
- "The Fall of Heaven", Samuel French, 2011
- "Lift", World Premiere at Crossroads Theatre Company on April 10, 2014.

### ノンフィクション
- Workin' on the Chain Gang: Shaking off the Dead Hand of History (2000)
- 放たれた火炎のあとで 君と話したい戦争・テロ・平和 What Next: An African American Initiative Toward World Peace (2003)
- Life Out of Context: Which Includes a Proposal for the Non-violent Takeover of the House of Representatives (2006)
- This Year You Write Your Novel (2007)
- Twelve Steps Toward Political Revelation (2011) ISBN 978-1-56858-642-7

### グラフィック・ノベル
- マキシマム・ファンタスティック・フォー (2005,with Stan Lee and Jack Kirby)

## 映像化
- パーフェクト・クライム／美しき歌声 Fallen Angels #15 "Fearless" (1995)
- 青いドレスの女 Devil in a Blue Dress (1995)
- ローレンス・フィッシュバーンのL.A.ブルース Always Outnumbered (1998)
- Little Brother　Masters of Science Fiction #5"Little Brother" (2007)